# Logan Sankey
Logan Sankey (* 28. Mai 1998 in Steamboat Springs, Colorado) ist eine US-amerikanische Skispringerin.

## Werdegang
Sankey gab am 18. Januar 2015 ihr Debüt im Continental-Cup. Dabei erreichte sie im schwedischen Falun mit den Plätzen 16 und elf jeweils Continental-Cup-Punkte. Der elfte Platz im zweiten Springen des Tages ist bis heute ihre beste Platzierung im Continental-Cup. Mit den gewonnenen Punkten beendete sie die Saison 2014/15 auf dem 36. Platz in der Continental-Cup-Gesamtwertung. Bei den Junioren-Weltmeisterschaften 2015 in Almaty erreichte Sankey im Einzelwettbewerb den 30. Platz. Bei den Olympischen Jugend-Winterspielen 2016 im norwegischen Lillehammer wurde sie im Einzel Zwölfte und belegte mit der Mixed-Team den zehnten Platz. Eine Woche später belegte sie bei den Junioren-Weltmeisterschaften im rumänischen Râșnov Rang 30 im Einzelwettbewerb, während sie mit dem US-Mixedteam Zwölfte wurde. Bei den US-Meisterschaften 2016 in Park City gewann sie hinter Jessica Jerome und Cara Larson die Bronzemedaille von der Großschanze.
Zu Beginn der Saison 2016/17 wurde sie ohne großen Erfolg im FIS-Cup eingesetzt, kam dann aber im Dezember 2016 im norwegischen Notodden zu zwei weiteren Continental-Cup-Einsätzen, ohne jedoch weitere Punkte sammeln zu können. Nach zwei Top-Ten-Platzierungen bei FIS-Cup-Springen in Eau Claire nahm sie an den Junioren-Weltmeisterschaften 2017 in Park City teil, bei denen sie 38. im Einzelspringen und Achte mit der US-amerikanischen Juniorinnen-Mannschaft wurde. Anschließend sprang sie erneut im FIS-Cup, bevor sie im Dezember 2017 erneut in Notodden im Continental-Cup eingesetzt wurde und mit den Plätzen 15 und 16 nach knapp drei Jahren wieder Continental-Cup-Punkte gewinnen konnte. Am 28. Januar 2018 sprang sie im slowenischen Ljubno erstmals im Weltcup, verpasste als 37. aber die Punkteränge. Eine Woche später ging sie bei den Junioren-Weltmeisterschaften im schweizerischen Kandersteg an den Start und erreichte mit Platz 20 ihr bestes Einzelresultat bei einer Junioren-WM. In den Mannschaftswettkämpfen wurde sie dem US-Mixed-Team Zehnte und mit der Juniorinnen-Mannschaft Elfte.
Zum Auftakt der Saison 2018/19 sprang sie erneut in Notodden im Continental-Cup und konnte dort mit den Plätzen 16 und 17 weitere Punkte in dieser Serie sammeln. Anfang 2019 nahm sie dann regelmäßig an Weltcup-Springen teil, konnte aber bisher noch keinmal den zweiten Durchgang und damit die Punkteränge erreichen. Der 36. Platz in Râșnov am 27. Januar 2019 ist ihr bisher bestes Weltcupergebnis. Bei den Weltmeisterschaften 2019 in Seefeld in Tirol wurde sie mit dem US-amerikanischen Frauenteam Zehnte.
Bei den Weltmeisterschaften 2021 in Oberstdorf wurde sie mit dem US-amerikanischen Frauenteam erneut Zehnte, während sie in den Einzelwettbewerben sowohl von Normal- als auch von der Großschanze bereits in der Qualifikation ausschied. Am 12. März 2022 gewann sie in Park City erstmals ein Continental-Cup-Springen.

## Erfolge

### Continental-Cup-Siege im Einzel
| Nr. | Datum         | Ort       | Land               | Wettbewerb    |
| --- | ------------- | --------- | ------------------ | ------------- |
| 1.  | 12. März 2022 | Park City | Vereinigte Staaten | Normalschanze |

## Statistik

### Continental-Cup-Platzierungen
| Saison  | Platz | Punkte |
| ------- | ----- | ------ |
| 2014/15 | 036.  | 039    |
| 2017/18 | 052.  | 031    |
| 2018/19 | 047.  | 029    |
| 2019/20 | 105.  | 002    |
| 2021/22 | 028.  | 139    |